# Ottilie
Ottilie ist ein weiblicher Vorname.

## Herkunft
Ottilie ist eine Verkleinerungsform von Namen mit dem althochdeutschen Namenselement ot „ererbter Besitz“.

## Gedenktag
Der Gedenktag der heiligen Odilia (Elsass) ist der 13. Dezember, derjenige der Odilia von Köln ist der 18. Juli.

## Varianten
Ottilia, Odilia, Odilie, Odile (französisch), Odilon (französisch/männlich)

## Bedeutende Namensträgerinnen
- Ottilie Arndt (geborene Hofmann; * 1951), deutsche Schriftstellerin (Pseudonym: Lena Bloom)
- Ottilie Assing (1819–1884), deutsche Schriftstellerin und Kämpferin für den Abolitionismus
- Ottilie Baader (1847–1925), deutsche Frauenrechtlerin und Sozialistin
- Ottilie Bach (1836–1905), deutsche Schriftstellerin (Pseudonyme: O. Bach und Otto Ulrichs)
- Ottilie von Baden (1470–1490), badische Markgräfin und Äbtissin zu Pforzheim
- Ottilie Collin (1863–1960), österreichische Theaterschauspielerin und Sängerin (Sopran)
- Ottilie Ehlers-Kollwitz (1900–1963), deutsche Graphikerin und Malerin, Schwiegertochter von Käthe Kollwitz
- Ottilie von Faber-Castell (1877–1944), deutsche Unternehmerin
- Ottilie Fellwock (1877 – nach 1913), österreichische Opernsängerin (Alt)
- Ottilie Genée (1834–1911), deutsche Schauspielerin und Sängerin
- Ottilie von Goethe (geborene Freiin von Pogwisch; 1796–1872), Schwiegertochter von Johann Wolfgang von Goethe
- Ottilie von Hansemann (1840–1919), deutsche Frauenrechtlerin
- Ottilie Hoffmann (1835–1925), deutsche Pädagogin und Sozialpolitikerin
- Ottilie von Katzenelnbogen (1453–1517)
- Ottilie Kürschner (* 1915 als Ottilie Würster; † in den 1980er Jahren), deutsche Kostümbildnerin und Puppengestalterin
- Ottilie Matysek (* 1939), ehemalige österreichische Politikerin (SPÖ) und Landtagsabgeordnete im Burgenland
- Ottilie Metzger (1878–1943), deutsche Sängerin (Altistin) und Gesangslehrerin
- Ottilie Müntzer (* vor 1505; † nach 1525), deutsche Nonne und spätere Ehefrau des Reformators Thomas Müntzer
- Ottilie Patterson (1932–2011), nordirische Bluessängerin
- Ottilie Pohl (geborene Levit; 1867–1943), deutsche Politikerin und Widerstandskämpferin gegen den Nationalsozialismus
- Ottilie Reylaender (1882–1965), deutsche Malerin
- Ottilie Roederstein (1859–1937), deutsch-schweizerische Malerin
- Ottilie Schoenewald (* 1883 als Ottilie Mendel; † 1961), deutsche Politikerin und Frauenrechtlerin
- Ottilie Reimers (1913–2025), deutsche Altersrekordlerin
- Ottilie Scholz (1948–2024), deutsche Politikerin der SPD; Oberbürgermeisterin der Stadt Bochum von 2004 bis 2015
- Ottilie Schwahn (1849–1918), deutsche Erzählerin
- Ottilie Wildermuth (geb. Rooschüz; 1817–1877), deutsche Schriftstellerin und Jugendbuchautorin